# Robert Richter (Regisseur)
Robert Richter  (* 23. Oktober 1929 in New York City; † 16. Februar 2025 ebenda) war ein US-amerikanischer Regisseur, Drehbuchautor und Produzent im Bereich des Dokumentarfilms.

## Leben
Richter erhielt einen Bachelorabschluss am Reed College. Im Anschluss studierte er an der University of Iowa im Bereich Schreiben. Er war in verschiedenen Positionen für das Oregon public television tätig, ab Mitte der 1960er Jahre war er an der Reihe CBS Report beteiligt. Danach folgten ab 1968 als unabhängiger Produzent und Regisseur mehr als 30 eigene Dokumentarfilme für Film und Fernsehen. Thematisch deckt er mit seinen Produktionen vielfältige Bereiche ab, von Umwelt und Tropischer Regenwald, über Politik und Biographien bis hin zu Porträts einzelner Länder.
1983 und 1995 war er jeweils für den Oscar in der Kategorie „Bester Dokumentar-Kurzfilm“ nominiert. 2008 erhielt er für seine Arbeit an White Light/Black Rain: The Destruction of Hiroshima and Nagasaki einen Emmy-Award. 1989 und 2010 wurde er von der International Documentary Association mit dem IDA Award ausgezeichnet.
Richter starb im Alter von 95 Jahren in seinem Zuhause in New York City.

## Filmografie (Auswahl)
- 1970: The Gifts
- 1983: Gods of Metal
- 1986: Do Not Enter: The Visa War Against Ideas
- 1988: Who Shot President Kennedy?
- 1994: School of the Americas Assassins
- 1997: Father Roy: Inside the School of Assassins
- 2006: The Last Atomic Bomb
- 2007: White Light/Black Rain: The Destruction of Hiroshima and Nagasaki
- 2010: Woman Rebel